# Chrysotoxum aztec
Chrysotoxum aztec är en tvåvingeart som beskrevs av Shannon 1926. Chrysotoxum aztec ingår i släktet getingblomflugor, och familjen blomflugor.
Artens utbredningsområde är Chihuahua (Mexiko). Inga underarter finns listade i Catalogue of Life.